# باغندا

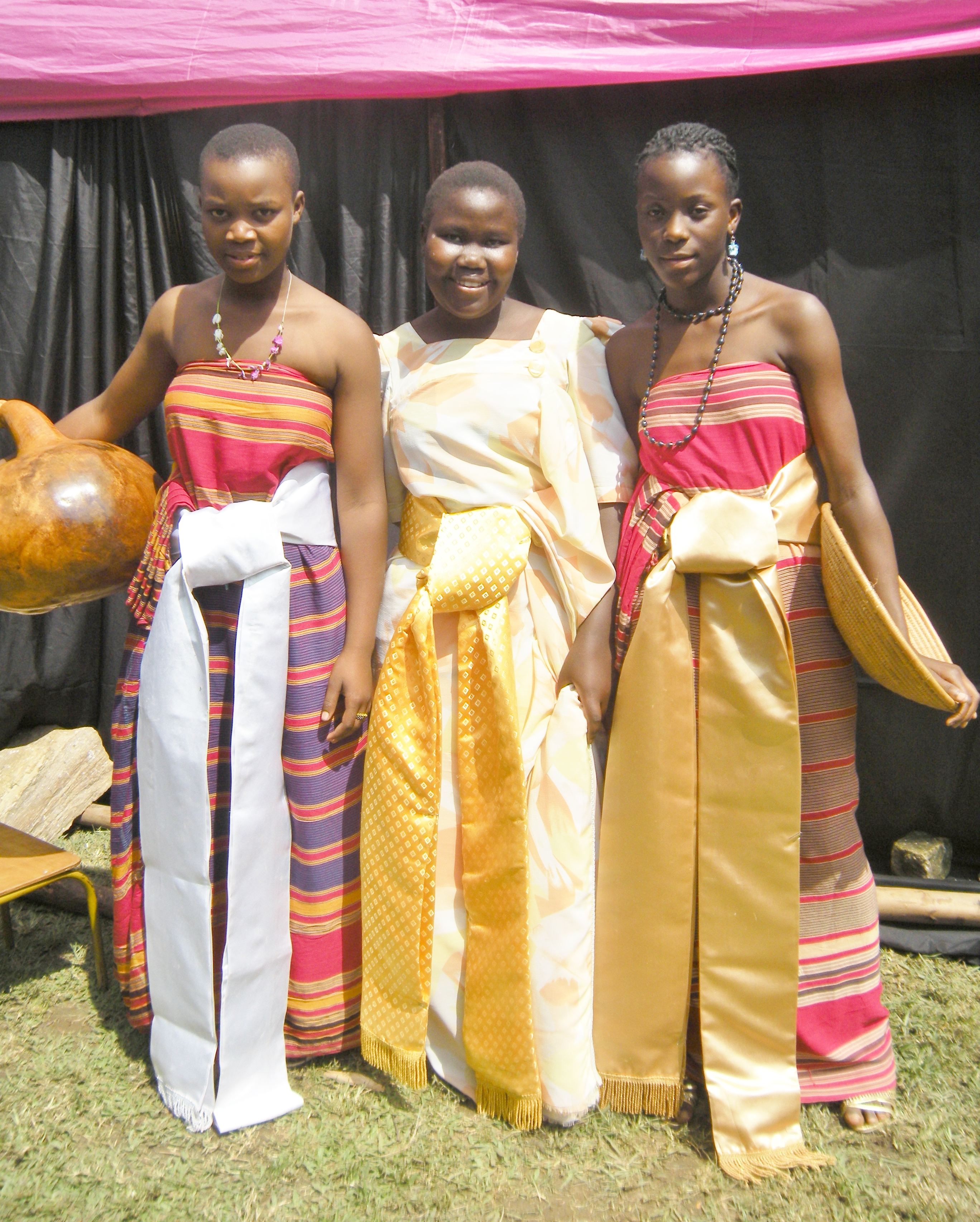

شعب غَندا، أو باغندا، هو مجموعة إثنية تنتمي لشعوب البانتو، استوطنت بوغندا، إحدى الممالك الثانوية في أوغندا. تألف شعب باغندا تقليديًا من 52 عشيرة (في مسحٍ من عام 1993، لم يُعترف رسميًا سوى بـ 46 عشيرة)، والباغندا هم أكبر مجموعة إثنية في أوغندا، وتشكل 16.5% من تعداد السكان وفق إحصاء من عام 2014.
يوصف شعب باغندا أحيانًا بـ «رجال المَلك» نسبة لأهمية الملك، أو الكاباكا كما يُسمى، في مجتمعهم. يُقدر عدد شعب غندا بنحو 5.56 مليون نسمة في أوغندا. بالإضافة لهؤلاء، يوجد عدد كبير من الشتات خارج أوغندا، حيث أسس هؤلاء جاليات منظمة في كندا وجنوب أفريقيا والسويد والمملكة المتحدة والولايات المتحدة. يتحدث هؤلاء تقليديًا لغة لوغَندا.

## تاريخ

### تاريخ مبكر
إن تاريخ غَندا المبكر مبهم، وهناك عدة أعراف مختلفة ومتضاربة حول أصله. تقول إحدى التقاليد أنهم ينحدرون من الشخصية الأسطورية كِنتو، وهو أول بشري وفق الميثولوجيا الغندية. يُقال أن كِنتو تزوج من نامبي، وهي ابنة غولو الإله الخالق. هناك عُرف آخر مرتبط بالسابق يدعي أن كنتو جاء من الشرق، من جهة جبل إلغون، وعَبَر بوساغا مكملًا طريقه نحو بوغندا.
هناك عرف منفصل عن السابقين يدعي أن شعب غندا هو سلف شعبٍ جاء من الشرق أو الشمال الشرقي نحو العام 1300. وفق الأعراف التي دونها السير أبولو كاغوا، وهو واحد من علماء الإثنوغرافيا الأوائل من بوغندا، فـكِنتو هو أول فردٍ من شعب موغندا، ويُقال أنه هبط على سطح الأرض في بودي ثم انتقل نحو كيبيرو، ثم وصل إلى كيادوندو الواقعة حاليًا في ضاحية واكسيو ضمن أوغندا، وهناك أسس بوغندا.
بما أن الغندا ينتمون لشعوب البانتو، فعلى الأرجح أن جذورهم تمتد في المنطقة بين غرب ووسط أفريقيا (حول ما يُعرف اليوم بالكاميرون) ووصلوا إلى موقعهم الحالي عن طريق هجرات البانتو.
أما عن تأسيس مملكة غندا (بوغندا)، فالشهادة الأكثر قبولًا على نطاق واسع هي أنها أُسست على يد كاتو كِنتو. يختلف كاتو كنتو هذا عن شخصية كِنتو الأسطورية، فمن المتفق عليه عمومًا أنه شخصية تاريخية أوجدت بوغندا وأصبحت أول «كاباكا» أو ملك لها، ثم تقلّد الاسم كِنتو في إشارة إلى أسطورة كِنتو ليثبت شرعية حكمه. نجح كاتو كنتو في توحيد ما كان سابقًا مجموعة من القبائل المتحاربة ليشكّل بعدها مملكة قوية.
وهكذا، وبحلول القرن الثامن عشر، برز نجم مملكة بوغندا على حساب مملكة بونيورو التي هيمنت سابقًا على المنطقة. وحّد الباغندا (شعب بوغندا) مساعيهم خلف قيادة ملكية مركزية، فانتقلوا من استراتيجيات الدفاع إلى التوسع. بحلول أوساط القرن التاسع عشر، ضاعفت بوغندا مساحة أراضيها، ثم ضاعفتها مرة أخرى بعدما احتلت معظم أراضي بونيورو فأصبحت الدولة المسيطرة على المنطقة. وُضعت الأراضي المحتلة حديثاً تحت سلطة زعماء يسميهم الملك. انتقلت جيوش بوغندا وكذلك جباة الضرائب الملكيين بين أصقاع المملكة على عجل، وعلى طرق شُيّدت خصيصًا لعبور الجداول والمستنقعات عبر الجسور والقناطر. في بحيرة فكتوريا (والتي أطلق عليها غندا اسم نالوبالي)، استخدمت البحرية الملكية زوارق ذات ذراعين، تحت قيادة أميرال هو زعيم عشيرة السمكة الرئوية، لنقل مغاوير باغندا من أجل غزو سواحل البحيرة الأخرى.

### وصول المستعمرين الإنجليز وتدخلهم
استطاع المستكشف جون سبيك، أثناء بحثه عن منبع نهر النيل، زيارة بوغندا في ستينيات القرن التاسع عشر، وعندما عاد إلى بريطانيا، قدّم شهادة حماسية عن مملكة بانتو المتطورة التي عثر عليها في شرق أفريقيا، ثم تبعه زملاؤه من المستكشفين والمستعمرين أيضًا نحو تلك المملكة.
زار الصحفي هنري مورتن ستانلي بوغندا عام 1875 ورسم لوحة جميلة تشيد بقوة المملكة، كما أعطى من خلالها تخمينًا عن قوة جيش بوغندا.